# Glenoleon parviproctus
Glenoleon parviproctus is een insect uit de familie van de mierenleeuwen (Myrmeleontidae), die tot de orde netvleugeligen (Neuroptera) behoort. 
Glenoleon parviproctus is voor het eerst wetenschappelijk beschreven door New in 1985.